# 安藤検索
もしかして
- 安藤ケンサク

ではありませんか？